# Thomas Vesting
Thomas Vesting (* 1958 in Detmold) ist ein deutscher Rechtswissenschaftler.

## Leben
Vesting studierte von 1979 bis 1983 Rechts- und Politikwissenschaften an der Universität Tübingen; 1983 legte er dort auch seine Erste juristische Staatsprüfung ab.
Bei Ulrich K. Preuß an der Universität Bremen wurde er 1989 mit einer Arbeit zur politischen Einheitsbildung und technischen Realisation zum Dr. jur. promoviert. Sein Rechtsreferendariat schloss er 1991 mit der Zweiten juristischen Staatsprüfung ab, danach war er bis 1994 als wissenschaftlicher Mitarbeiter am Hans-Bredow-Institut für Rundfunk und Fernsehen an der Universität Hamburg tätig. An der HU Berlin nahm er von 1994 bis 1996 eine Gastprofessur wahr. 1996 habilitierte Vesting sich bei Wolfgang Hoffmann-Riem an der Universität Hamburg mit einer Arbeit zum prozeduralen Rundfunkrecht und erhielt die Lehrbefugnis für Staats- und Verwaltungsrecht sowie Rechtstheorie.
Vom Wintersemester 1996/97 bis zum Sommersemester 2002 hatte er den Lehrstuhl für Öffentliches Recht, Rechtstheorie, Medien- und Telekommunikationsrecht an der Universität Augsburg inne; seit dem Wintersemester 2002 ist er Inhaber des Lehrstuhls für Öffentliches Recht, Recht und Theorie der Medien an der Universität Frankfurt am Main.

## Schriften (Auswahl)
- Politische Einheitsbildung und technische Realisation. Über die Expansion der Technik und die Grenzen der Demokratie. Nomos, Baden-Baden 1990, ISBN 3-7890-1978-X (zugleich Dissertation, Universität Bremen, 1989)
- Erosionen staatlicher Herrschaft. Zum Begriff des Politischen bei Carl Schmitt. In: Archiv des öffentlichen Rechts. Bd. 117 (1992), S. 4–45.
- Staatslehre als Wirklichkeitswissenschaft? Zu Hermann Hellers Idee einer politischen Organisation der Gesellschaft. in: Der Staat. Bd. 31 (1992), S. 161–186.
- Prozedurales Rundfunkrecht. Grundlagen – Elemente – Perspektiven, Baden-Baden 1997, ISBN 3-7890-4775-9 (zugleich Habilitationsschrift, Universität Hamburg, 1996).
- (mit Bernd Holznagel) Sparten- und Zielgruppenprogramme im öffentlich-rechtlichen Rundfunk, insbesondere im Hörfunk. Nomos, Baden-Baden 1999.
- Rechtstheorie: Ein Studienbuch. Beck, München 2007. Zweite Auflage, ebenda, 2015, ISBN 978-3-406-68434-0
- Die Medien des Rechts
  - Die Medien des Rechts: Sprache. Velbrück, Weilerswist 2011.
  - Die Medien des Rechts: Schrift. Velbrück, Weilerswist 2011.
  - Die Medien des Rechts: Buchdruck. Velbrück, Weilerswist 2013.
  - Die Medien des Rechts: Computernetzwerke. Velbrück, Weilerswist 2015.
    - Englische Fassung: Legal Theory and the Media of Law. Elgar, Cheltenham, 2018. doi:10.4337/9781784711603, ISBN 978-1-78471-160-3
- (hrsg. mit Stefan Korioth) Der Eigenwert des Verfassungsrechts : was bleibt von der Verfassung nach der Globalisierung? Mohr Siebeck, Tübingen 2011.
- (hrsg. mit Werner Hahn) Beck’scher Kommentar zum Rundfunkrecht: Rundfunkstaatsvertrag, Jugendmedienschutz-Staatsvertrag, Rundfunkgebührenstaatsvertrag, Rundfunkbeitragsstaatsvertrag, Rundfunkfinanzierungsstaatsvertrag. 3. Auflage. Beck, München 2012.
- Staatstheorie. C. H. Beck, München 2018, ISBN 978-3-406-72358-2.